# All your base are belong to us
"All your base are belong to us" (ofte forkortet til "All Your Base", AYBABTU eller bare AYB) er en kendt sætning fra den engelske oversættelse af introduktionsscenen til computerspillet Zero Wing fra 1989. Spillet er blevet oversat fra japansk til et grammatisk og semantisk ukorrekt engelsk – også kaldet engrish. I 1998 begyndte en video med introvideoen at cirkulere på Internettet, og derved opnåede sætningerne kultstatus.
Teksten fra introsekvensen er som følger:
In A.D. 2101
War was beginning.
Captain: What happen?
Mechanic: Somebody set up us the bomb.
Operator: We get signal.
Captain: What !
Operator: Main screen turn on.
Captain: It's you !!
Cats: How are you gentlemen !!
Cats: All your base are belong to us.
Cats: You are on the way to destruction.
Captain: What you say !!
Cats: You have no chance to survive make your time.
Cats: Ha Ha Ha Ha ....
Operator: Captain !!*
Captain: Take off every 'Zig'!!
Captain: You know what you doing.
Captain: Move 'Zig'.
Captain: For great justice.
Ordene fra dette kultstykke bruges blandt andet indenfor leetspeak, for eksempel "Somebody set up us the bomb" ("Vi er blevet lurede, vi er blevet overraskede"), "All your base are belong to us" ("Vi har et stort overtag") og "You have no chance to survive make your time" ("I kan ikke vinde, I har ingen chance mod os").